# Malo Lešče
Malo Lešče je obmejno naselje v Občini Metlika. Meji na naselja Brezovica pri Metliki, Grabrovec, Bušinja vas ter na hrvaško naselje Brezovica Žumberačka. Nad vasjo se vzpenja hrib Glavica (višine 493 m), pod zaselkom pa teče potok Sušica, ki se izliva v Metliki v Obrh. Na koncu vasi tik ob meji s Hrvaško je izvir, ki ga domačini imenujejo Toček.